# Schizothorax dulongensis
Schizothorax dulongensis är en fiskart som beskrevs av Huang, 1985. Schizothorax dulongensis ingår i släktet Schizothorax och familjen karpfiskar. Inga underarter finns listade i Catalogue of Life.